# Dioxyde de plomb
Pour les articles homonymes, voir Oxyde de plomb.
Le dioxyde de plomb, ou oxyde de plomb(IV), est un oxyde du plomb de formule brute PbO2, où le plomb a le nombre d'oxydation +IV. Ce composé chimique est un ampholyte. Il est notamment utilisé dans les batteries au plomb pour ses propriétés d'oxydant fort.
Deux formes cristallines sont connues :
- α-PbO2, orthorhombique, identifié en 1941. Il existe dans la nature sous la forme du minéral appelé scrutinyite (en), découvert en 1988 dans des roches collectées à Bingham (Nouveau-Mexique, États-Unis) et Mapimí (Durango, Mexique) ;
- β-PbO2, tétragonal. Il existe dans la nature sous la forme du minéral appelé plattnérite, découvert en 1845 à Leadhills (Écosse, Royaume-Uni).